# Eric Holder
Cet article concerne le juriste et homme politique américain. Pour l'écrivain français, voir Éric Holder. Pour les homonymes, voir Holder.
Eric Himpton Holder, Jr., né le 21 janvier 1951 à New York, est un homme politique et avocat américain. Membre du Parti démocrate, il est procureur général des États-Unis entre 2009 et 2015 dans l'administration du président Barack Obama. Il est le premier Afro-Américain à occuper ce poste.

## Biographie

### Jeunesse
Eric Holder est né dans le Bronx de parents originaires de la Barbade. Son père Eric Himpton Holder, Sr. (1905-1970) naquit à Saint-Joseph, à l'est de l'île de la Barbade et arriva à l'âge de 11 ans sur le sol américain. Il devient plus tard prêteur immobilier. Sa mère Miriam naît dans le New Jersey. Ses grands-parents maternels étaient des immigrants originaires de la paroisse barbadienne de Saint-Philip. Eric H. Holder, Jr. grandit dans le quartier d'East Elmhurst dans le quartier nord-ouest du Queens où il fréquente l'école publique jusqu'à l'âge de dix ans.

### Études et premiers pas en politique
Remarqué par ses résultats scolaires, il intègre la Stuyvesant High School, institution privée prestigieuse de Manhattan. Il entre ensuite à l'université Columbia où il obtient en 1973 un baccalauréat en histoire américaine. Il suit ensuite les cours de l'école de droit de Columbia dont il sort diplômé en 1976. Il travaille alors pour le département de la Justice des États-Unis comme trial attorney dans la section Intégrité publique de 1976 à 1988. Durant cette période, il participe aux poursuites contre le membre du congrès démocrate John Jenrette accusé de trafic d'influence. En 1988, le président Ronald Reagan le nomme juge à la Cour supérieure du district de Columbia, la capitale fédérale. En 1993 il est promu par le président Bill Clinton au poste de procureur fédéral du district de Columbia. C'est le premier Afro-Américain à ce poste, comme il le sera lors de ses promotions suivantes. Au début de ses nouvelles fonctions, il supervise les conclusions sur le cas de corruption contre Dan Rostenkowski, une partie du scandale de la Poste du Congrès. En 1997, il est promu procureur général adjoint, poste où il seconde Janet Reno. De 2001 à 2008, sous la présidence de George W. Bush, il quitte l'administration et travaille dans le privé, comme avocat au cabinet Covington & Burling, à Washington, représentant des clients comme Merck & Co. ou la National Football League. Il est l’avocat de la multinationale Chiquita lorsque, en 2007, elle a été condamnée à 25 millions de dollars d’amende, aux États-Unis, pour ses liens avec les paramilitaires en Colombie.

### Politique
En avril 2004, invité sur CNN, il affirme son opposition au Patriot Act de l'administration W. Bush. En juin 2008, lors d'un discours à l'American Constitution Society for Law and Policy, il critique la politique américaine de la torture et la surveillance sans mandat permise à la NSA. Néanmoins, le Patriot Act est prolongé par le Congrès américain, au moins jusqu'en juin 2015.
Lorsque Barack Obama est élu fin 2008, il choisit Holder comme procureur général.
Après la victoire de Donald Trump lors de l'élection présidentielle de 2016, Eric Holder a exprimé publiquement la possibilité de se présenter face au président sortant lors du prochain scrutin présidentiel, en 2020,,

## Procureur général des États-Unis

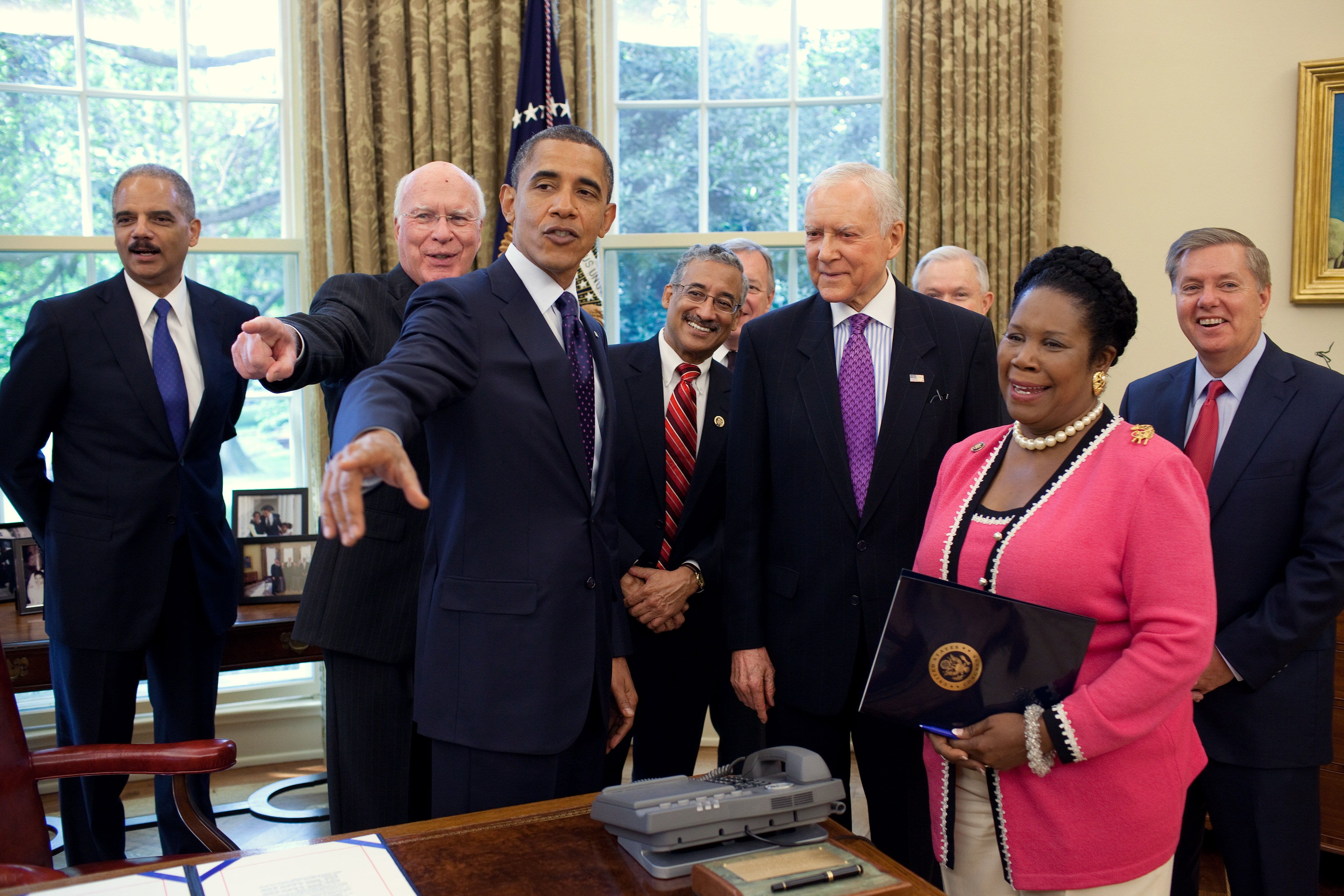
Eric Holder (gauche) lors de la signature du Fair Sentencing Act, en 2010.

Le 9 janvier 2009, le Sénat confirme Holder comme procureur général des États-Unis à la tête du département de la Justice, sa nomination ayant plusieurs fois été retardée mais finalement confirmée avec 75 voix pour et 21 contre après trois heures de débat au Sénat. Il est reconduit lors du second mandat de Barack Obama.
Eric Holder et Barack Obama ont de très importants dossiers à traiter : l'abandon des discriminations contre le mariage homosexuel, les fraudes américaines ayant entrainé la crise économique mondiale des années 2008 et suivantes, et l'ampleur des écoutes légales mais secrètes de la National Security Agency.
Parallèlement, de nombreux scandales judiciaires sont révélés tout au cours des deux présidences Obama, mais aucun n'a assez d'envergure pour engendrer une démission de l'administration, du président ou de ses ministres.

### Suites judiciaires de la crise financière de 2008
Eric Holder n'est pas encore ministre de la Justice lors du déclenchement de la crise financière de 2008 mais il est rapidement chargé des suites judiciaires. En 2013, Eric Holder explique pourquoi il a refusé de poursuivre les institutions financières après la crise de 2008.
Interrogé par le sénateur Chuck Grassley (républicain de l’Iowa) le 6 mars 2013 dans une audition du Comité judiciaire du Sénat américain sur les raisons pour lesquelles aucun dirigeant d’établissement bancaire n’avait été poursuivi à la suite des événements qui avaient conduit à l’effondrement du système financier international en septembre 2008, Eric Holder répond : « Je crains que la taille de certains de ces établissements ne soit devenue si grande qu’il est devenu difficile de les poursuivre en justice, parce que des indications nous parviennent qui si nous les poursuivions — si nous procédions à des inculpations — cela aurait un impact négatif sur l’économie nationale, voire sur l’économie mondiale, et il me semble que ceci est la conséquence du fait que certains de ces établissements sont devenus trop importants (…) Ceci a une influence inhibitoire sur, ou impacte, notre capacité à prendre les mesures qui seraient selon moi les plus adéquates… ».
Ces propos sont interprétés par les sénateurs et par la presse comme l’aveu d’une position de faiblesse du ministère de la Justice dans son rapport de force avec le secteur bancaire.

### Accusations
En 2014, Eric Holder est accusé par une enquête du Washington Post, citée par le polémiste James Bovard, d'avoir fait spécialité d'enterrer les affaires impliquant des policiers. Alors qu'entre la nomination d'Eric Holder en 1988 et 2014, les policiers sous sa responsabilité ont tué plus de suspects que tout autre service de police dans l'histoire des États-Unis, aucun policier n'a été personnellement mis en examen pour homicide dans le district de Columbia, alors que les services de police étaient condamnés.
Le point culminant de cette accusation d'entrave à la saisine de la justice, est que face à cette situation statistiquement alarmante, Janet Reno aurait en 1997 chargé Eric Holder d'enquêter sur lui-même. Depuis 18 ans, cette enquête serait ouverte et vierge.

### Démission
Le 25 septembre 2014, Eric Holder annonce sa démission sans en préciser les motifs, ce qui est habituel aux États-Unis. Il reste en fonctions plusieurs mois jusqu'à l'entrée en fonction de son successeur. Il s'agirait d'un accord politique prévu de longue date avec le président Barack Obama, afin de nommer une autre personnalité pour sa dernière année de présidence. Barack déclare au sujet d'Eric Holder : « Nous ne pourrions pas être plus reconnaissants pour tout ce que vous avez fait, pas juste pour moi et le gouvernement, mais pour tout le pays »,,.
Le 8 novembre 2014, Loretta Lynch, procureure, est choisie par le président Barack Obama pour succéder à Eric Holder.

### Retour dans le privé
Le service en ligne d'hébergement chez l'habitant Airbnb annonce le 20 juillet 2016 avoir recruté Eric Holder, afin de l'aider à lutter contre les discriminations entre les utilisateurs de sa plateforme.
En octobre 2016, il annonce prendre la tête du National Democratic Redistricting Committee (en), un groupe visant à soutenir des candidats démocrates pour les législatures d'État dans la perspective du redécoupage des districts électoraux qui suivra le recensement de 2020.
En janvier 2017, il est également recruté par la Californie pour défendre les droits de l'État face à la politique du président Donald Trump.